# Mirovți, Șumen
Mirovți (în bulgară Мировци) este un sat în comuna Novi Pazar, regiunea Șumen,  Bulgaria. 

## Demografie
Componența etnică a satului Mirovți
     Nicio identificare (6,13%)
     Bulgari (52,26%)
     Turci (3,46%)
     Romi (38,13%)
La recensământul din 2011, populația satului Mirovți era de 375 locuitori. Din punct de vedere etnic, majoritatea locuitorilor (52,26%) erau bulgari, existând și minorități de romi (38,13%) și turci (3,46%). Pentru 6,13% din locuitori nu este cunoscută apartenența etnică.